# South River (New Jersey)
South River is een plaats (borough) in de Amerikaanse staat New Jersey, en valt bestuurlijk gezien onder Middlesex County.

## Demografie
Bij de volkstelling in 2000 werd het aantal inwoners vastgesteld op 15.322.
In 2006 is het aantal inwoners door het United States Census Bureau geschat op 15.822, een stijging van 500 (3.3%).

## Geografie
Volgens het United States Census Bureau beslaat de plaats een oppervlakte van
7,6 km², waarvan 7,3 km² land en 0,3 km² water.

## Plaatsen in de nabije omgeving
De onderstaande figuur toont nabijgelegen plaatsen in een straal van 8 km rond South River.